# Edgar Martínez (Fußballspieler)
Edgar Martínez, vollständiger Name Edgar Leonardo Martínez Fracchia, (* 26. Januar 1979 in Montevideo) ist ein uruguayischer Fußballspieler.

## Karriere
Der 1,86 Meter große Defensivakteur Martínez, der bereits im Dezember 1999 während der verlorenen Relegation gegen den Racing Club de Montevideo und dem damit verbundenen Erstligaabstieg auf Seiten der Rampla Juniors zum Einsatz kam und sich als Torschütze auszeichnete, stand mindestens seit der Zweitligasaison 2000 im Kader des uruguayischen Klubs. In Apertura und Clausura 2002 absolvierte er dort 23 Spiel in der Segunda División und schoss drei Tore. Von der Apertura 2003 bis einschließlich der Clausura 2006 war er für den costa-ricanischen Klub Santos FC aktiv. Dort kam er in diesem Zeitraum in mindestens 70 Erstligaspielen zum Einsatz und erzielte sieben Treffer. Zur Apertura 2006 schloss er sich den Montevideo Wanderers an. Bis Ende Juli 2008 stand der bei den Montevideanern unter Vertrag und absolvierte saisonübergreifend 52 Ligapartien in der Primera División, bei denen er dreimal ins gegnerische Tor traf. Anschließend ging er erneut ins Ausland und war 2008 Spieler des kolumbianischen Klubs Deportivo Cali. Ein Einsatz (kein Tor) in der Copa Mustang II wird dort für ihn geführt. 2009 wählte er eine Karrierestation in China bei Chongqing Lifan. In der CSL lief er zwölfmal auf. Ein Tor erzielte er nicht. Die Spielzeit 2009/10 verbrachte er in Reihen des norduruguayischen Erstligisten Tacuarembó FC. 23-mal (kein Tor) wurde er in jener Saison in Uruguay höchster Spielklasse aufgestellt. Es folgte in der Saison 2010/11 ein Engagement beim seinerzeit ebenfalls in der Primera División spielenden montevideanischen Verein Central Español. Sechs für ihn torlose Saisoneinsätze stehen dort für ihn zu Buche. Im Juni 2011 wechselte er abermals ins Ausland und schloss sich in Guatemala der Mannschaft von CSD Comunicaciones an. In der Saison 2011/12 lief er in 20 Partien (kein Tor) der Liga Nacional und fünf Begegnungen (kein Tor) der Liga Campeones auf. 2012 kehrte er nach Uruguay zurück. Von Februar bis Ende Juni 2012 bestritt er dort zwei Ligaspiele (kein Tor) für den Drittligisten Uruguay Montevideo FC. Seither steht er bei Sud América unter Vertrag. Für die Erstligaspielzeit 2013/14 werden 17 Ligaspiele (kein Tor) in seiner Einsatzstatistik geführt. In der Saison 2014/15 wurde er 28-mal (ein Tor) in der Primera División eingesetzt. Während der Spielzeit 2015/16 stehen 27 Erstligaeinsätze (kein Tor) für ihn zu Buche. In der Saison 2016 lief er 13-mal in der Liga auf und erzielte dabei einen Treffer. Bislang (Stand: 7. August 2017) bestritt er in der laufenden Saison 2017 vier weitere Erstligapartien (kein Tor) für den Klub.